# Protágoras
Protágoras (em grego clássico: Πρωταγόρας; Abdera, c. 490 a.C. — Sicília, c. 415 a.C.) foi um sofista da Grécia Antiga, célebre por cunhar a frase:
"O homem é a medida de todas as coisas, das coisas que são, enquanto são, das coisas que não são, enquanto não são."
Tendo como base para isso o pensamento de Heráclito, tal frase expressa bem o relativismo tanto dos sofistas em geral quanto o relativismo do próprio Protágoras. Se o homem é a medida de todas as coisas, então coisa alguma pode ser medida para os homens, ou seja, as leis, as regras, a cultura, tudo deve ser definido pelo conjunto de pessoas, e aquilo que vale em determinado lugar não deve valer, necessariamente, em outro. Essa máxima (ou axioma) também significa que as coisas são conhecidas de uma forma particular e muito pessoal por cada indivíduo, o que vai contra, por exemplo, ao projeto de Sócrates de chegar ao conceito absoluto de cada coisa.
Assim como Sócrates, Protágoras foi acusado de ateísmo (tendo inclusive livros seus queimados em uma praça pública), motivo pelo qual fugiu de Atenas, estabelecendo-se na Sicília, onde morreu aos setenta e cinco anos.
Um dos  diálogos platônicos, cujo título é Protágoras, expõe o diálogo de Sócrates com o sofista.